# Complot meurtrier contre une pom-pom girl
Pour plus de détails, voir Fiche technique et Distribution.
Complot meurtrier contre une pom-pom girl (The Positively True Adventures of the Alleged Texas Cheerleader-Murdering Mom) est un téléfilm américain de 1993 réalisé par Michael Ritchie.

## Synopsis
Une mère folle de rage sur une pom-pom girls qui aurait pris la place de son enfant et elle cherche a la supprimer et elle est arrêter par les autorités.

## Fiche technique
- Titre original : The Positively True Adventures of the Alleged Texas Cheerleader-Murdering Mom
- Titre français : Complot meurtrier contre une pom-pom girl
- Réalisation : Michael Ritchie
- Scénario : Jane Anderson
- Photographie : Gerry Fisher
- Production : James Manos Jr., Art Schaefer (line producer), Zachary Feuer (associate producer) et Dana Cole (associate producer)
- Pays d'origine :  États-Unis
- Langue : Anglais
- Durée : 99 minutes
- Date de sortie : 10 avril 1993 (USA)

## Distribution
- Holly Hunter :	Wanda Holloway
- Beau Bridges : Terry Harper
- Swoosie Kurtz : Marla Harper
- Elizabeth Ruscio : Verna Heath
- Gregg Henry : Tony Harper
- Matt Frewer : Troy McKinney
- Eddie Jones : C.D. Holloway
- Frankie Ingrassia : Shanna Harper
- Gary Grubbs : Detective Helton
- Jack Kehler : Sergeant F.E. Blackwell
- Frederick Koehler : Shane Harper
- Megan Berwick : Amber Heath
- Kathleen Marie Archer : Mother
- Jana Arnold : Florine
- Nelly Bly : Waitress
- David Brisbin : Assistant D.A. Mike Anderson
- Claire Malis : June Sofar (as Claire Mallis-Callaway)
- O'Neal Compton : Principal James Barker
- Bill Cross : Plant Manager
- Steve Eastin : Bob Wilbur
- Jessie Jones : Mother
- Travis Kemmer : Student
- Susan Krebs : Ms. Richards
- Katie Layman : Mickey Harper
- Darrah Lemontre : Annette
- Ryan MacDonald : Old Man
- Patrick McGuinness : Reporter in Church
- Devon Michael : Blake Heath
- Patrick MontesDeOca : Newscaster (as Patrick Montes)
- Marina Palmier : Police Officer
- Andy Richter : Police Officer
- Giovanni Ribisi : Pete Reyes
- Michael Ritchie : Minister (voice)
- Clive Rosengren : Judge George H. Godwin
- Billy Ray Sharkey : Police Officer
- Richard Schiff : Life Photographer
- Janis Uhley : Donahue Audience
- Noni White : Donahue Audience
- James Manos Jr. : Self - Producer / Interviewer
- Jane Anderson : Self - Writer
- Ron Regan : Self - Channel 2 News Houston Reporter
- John North : Reporter
- Michelle Holden : Self - Newscaster
- Charlie O'Donnell : Self - Newscaster
- Dan Chopin : Self - Comic
- Mike Watkiss : Self - Producer, 'A Current Affair'
- Harley Tat : Self - Producer, 'A Current Affair'
- Phil Donahue : Self - Talk show host
- Johnny Carson : Self - Former Talk Show Host
- George Bush : Self - Former U.S. President (voice) (archive footage)
- Darrell B. Sheldon : Bumbling Detective (uncredited)